# 12e cérémonie des Africa Movie Academy Awards
La cérémonie des Africa Movie Academy Awards 2016 s'est tenue le samedi 11 juin 2016 au Centre de conférence international Obi Wali (en) à Port Harcourt, dans l'État de Rivers.
La cérémonie a reconnu et honoré l'excellence parmi les réalisateurs, acteurs et scénaristes de l'industrie cinématographique.
La soirée de remise des prix a été animée par, Mike Ezuruonye et Kgopedi Lilokoe (en). Il a été diffusé en direct sur la NTA devant plus de 100 millions de téléspectateurs dans le monde.
Dans le cadre des activités pré-AMAA, le Ministère de la Culture et du Tourisme de l'État de Rivers (en) à collaboré avec l'Africa Film Academy pour organiser une soirée de parrainage afin de mobiliser des entreprises sponsors pour les prix. Les autres partenaires médiatiques comprenaient Africa Magic, OHTV, SABC et ONTV,.

## Nominations et gagnants
Les nommés pour la 12e cérémonie des Africa Movie Academy Awards ont été annoncés le 15 mai 2016. The Cursed Ones (en) était en tête avec 13 nominations tandis que les films sud-africains Tell Me Sweet Something (en) et Ayanda étaient à égalité avec 9 hochements de tête chacun. Le Ghana avait un total de 15 nominations avec 5 films dont The Cursed Ones, Rebecca, Cursed Treasure, Daggers of Life et The Peculiar Life of a Spider.
Les gagnants ont été annoncés lors de la cérémonie du 11 juin 2016 au Centre international de conférences Obi Wali . L'Œil du cyclone a gagné dans les catégories Meilleur film, Réalisation de costumes et Meilleur acteur dans un second rôle. Le thriller dramatique The Cursed Ones a remporté trois prix le même soir, dont celui du meilleur réalisateur Nana Obiri Yeboah, de la conception de la production et de la cinématographie Nicholas K. Lory (en).

### Récompenses
Les gagnants sont listés en premier et mis en évidence en gras.
| Best Film | Best Director |
| --- | --- |
| - Eye of the Storm (Burkina Faso) - The Cursed Ones (Ghana) - Fifty (Nigeria) - Ayanda (South Africa) - Le Pagne (Niger) - Dry (Nigeria) - Tell Me Sweet Something (South Africa) - Behind Closed Doors (Morocco) | - Nana Obiri-Yeboah & Maximilian Claussen – The Cursed Ones - Biyi Bandele - Fifty - Sékou Traoré – Eye of the Storm - Sara Blecher – Ayanda - Mousa Hamadou Djingarey – La Pagne - Stephanie Linus – Dry - Akin Omotoso –Tell Me Sweet Something - Muhammed Bensouda – Behind Closed Doors |
| Best Actor in a Supporting Role | Best Actress in a Supporting Role |
| - Abidine Dioari – Eye of the Storm - Joseph Otsiman – The Cursed Ones - Uti Nwachukwu – Breathless - Adeolu Adekola – Taxi Driver - Kenneth Nkosi – Ayanda - Thomas Gumede – Tell Me Sweet Something             | - Thishiwe Ziqubu – Tell Me Sweet Something - Maureen Okpoko – Missing God - Ijeoma Grace Agu – Jimi Bendel/Taxi Driver - Bontte Modiselle – Hear Me Move - Nthati Moshesh – Ayanda - Linda Ejiofor – Out of Luck                                                                           |
| Best Actor in a leading role | Best Actress in a leading role |
| - Daniel K Daniel – A Soldier's Story - Oris Erhuero – The Cursed Ones - OC Ukeje – Ayanda - Fragrass Assande – Eye of the Storm - Masego Maps Maponyane – Tell Me Sweet Something - Buiferi Yakoubi – La Pagne   | - Fulu Mugovhani – Ayanda - Zined Odieb – Behind Closed Doors - Adesua Etomi – Falling - Maimouna N'Daiye – Eye of the Storm - Nse Ikpe-Etim, Ireti Doyle, Omoni Oboli, Dakore Akande – Fifty - Nomzamo Mbatha – Tell Me Sweet Something                                                    |
| Achievement in Costume Design | Achievement in Makeup |
| - Eye of the Storm - Oshimiri - The Cursed Ones - Ayanda - A Soldier's Story | - A Soldier's Story - Oshimiri - The Cursed Ones - Missing God |
| Achievement in Cinematography | Achievement in Production Design |
| - The Cursed Ones - Fifty - Ayanda - Eye of the Storm - Tell Me Sweet Something | - The Cursed Ones - Ayanda - Missing God - A Soldier's Story - Out of Luck |
| Achievement in Editing | Achievement in Screenplay |
| - Hear Me Move - Behind Closed Doors - Rebecca - The Cursed Ones - Eye of the Storm | - Tell Me Sweet Something - The Cursed Ones - The Visit - Eye of the Storm - Beyond Blood |
| Best Film in An African Language | Best Nigerian Film |
| - Missing God (Nigeria) - Bala Bala Sese (Uganda) - Brotherhood Eye (Mali) - Cursed Treasure (Ghana) - Wako (Uganda) - Daggers of Life (Ghana)                                                                    | - Dry - Beyond Blood - Fifty - Missing God - Falling - O-Town |
| Best Short Film | Best Animation |
| - Meet The Parents (Nigeria/Canada) - Encounter (Nigeria) - Le Chemin (Côte d'Ivoire) - Blood Taxi (Nigeria) - Nourah The Holy Light (Burkina Faso) - Ireti - Life of Nigerian couple                             | - The Pencil (Burkina Faso) - The Peculiar Life of a Spider (Ghana) - Funsie Fast Fingers (Nigeria) - Lazare Sie Pale (Burkina Faso) |
| Best Documentary | Best Film by an African Living Abroad |
| - The Fruitless Tree (Niger) - My Fathers Funeral (Cameroon) - Nollywood (Nigeria) - Tchindas (Cape Verde) - Runs ‘I too Seek The Horizon’ (Nigeria/UK) - Camera/Woman (Morocco)                                  | - Lambadina (Ethiopia/USA) - Skinned (Liberia/USA) - LAPD African Cop (USA/Nigeria) - Boxing Day (USA/Nigeria) - MONA (Nigeria/UK) |
| Best Diaspora Short | Best Diaspora Documentary |
| - Across The Track (USA) - Raptors (USA) - Lines (USA) | - Spirits of Rebellion (USA) - America's Blues (USA) - Can You Dig This (USA) |
| Best Diaspora Feature | Best Soundtrack |
| - Ben & Ara (USA) - America Is Still the Place (USA) - Luv Don’t Live Here (USA) | - O-Town - Tell Me Sweet Something - The Cursed Ones - Hear Me Move - Le Pagne |
| Best Visual Effects | Best Sound |
| - Oshimiri - Hear Me Move - Stupid Movie - House Arrest (Uganda) - A Soldier's Story | - Fifty - Eye of the Storm - The Cursed Ones - Behind Closed Doors (Morocco) - Rebecca (Ghana) - Falling |
| Most Promising Actor | Best First Feature Film by a Director |
| - Zubaidat Ibrahim Fagge - Dry - Nyanso Dzedze - Hear Me Move - Ophelia Klenam Dzidzornu - The Cursed Ones - Ifu Ennada - O-Town - Eve Esin - Oshimiri                                                            | - Beyond Blood by Greg Odutayo - MONA by Anthony Abuah - 8 Bars and a Clef by Chioma Onyenwe |

### Prix d'honneur

#### Accomplissement à vie
- Richard Mofe Damijo
- Blague Silva et Olu Jacobs
- Tony Akposhore

### Plusieurs nominations et récompenses
| The following films received multiple nominations: - 13 nominations: The Cursed Ones - 10 nominations: Eye of the Storm - 9 nominations: Tell Me Sweet Something et Ayanda - 6 nominations: Fifty - 5 nominations: Hear Me Move, Missing God, et A Soldier's Story - 4 nominations: Dry et Oshimiri - 3 nominations: O-Town | The following films received multiple awards: - 3 awards: Eye of the Storm et The Cursed Ones - 2 awards: Dry, Tell Me Sweet Something, et Soldier's Story |

## Dignitaires
Les dignitaires présents à l'occasion étaient le gouverneur de l'État de Rivers Ezenwo Nyesom Wike, la première dame Eberechi Wike, l'ancien président du Sénat David Mark, le ministre de l'Information Lai Mohammed et l'acteur chevronné Pete Edochie.